# زنان کوچک (انیمه)
زنان کوچک عشق (به ژاپنی: 愛の若草物語، به انگلیسی: Little Women) یک مجموعه انیمه ۴۸ قسمتی است که استودیو نیپون انیمیشن ساخته‌است. پخش آن از ۱ ژانویه ۱۹۸۷ در شبکه فوجی تلویژن آغاز شده و تا ۲۷ دسامبر ۱۹۸۷ ادامه داشته‌است. بر اساس رمانی از لوئیزا می آلکات می‌باشد.

## صداپیشگان
دوبلهٔ زنان کوچک به سرپرستی ناصر نظامی انجام شد. وی از دوبلورهای زیر برای ارائهٔ این اثر به زبان فارسی استفاده کرد.
- گوینده تیتراژ: ناصر نظامی
- مادر: منصوره کاتبی
- کتی (کاترین): فریبا شاهین‌مقدم
- مگی (مارگارت): فریبا رمضان‌پور
- بتی (الیزابت): مهوش افشاری
- سارا: رزیتا یاراحمدی
- پدر: پرویز ربیعی
- آقای بروک: پرویز ربیعی
- رئیس روزنامه‌نگاری: پرويز ربیعی
- عمه مارتا: ناهید شعشعانی
- پدربزرگ لوری: محمدعلی دیباج
- پالی: تورج نصر
- دیوید: علیرضا باشکندی
- لوری: اردشیر منظم